# Delfina Herbosa de Natividad
Delfina Rizal Herbosa de Natividad (20 décembre 1879 – 10 mars 1900) était une Philippine connue pour être une des trois femmes à avoir cousu le premier drapeau philippin de l’histoire, avec Lorenza et Marcela Agoncillo,. Elle était aussi la nièce du héros des Philippines, José Rizal.

## Biographie

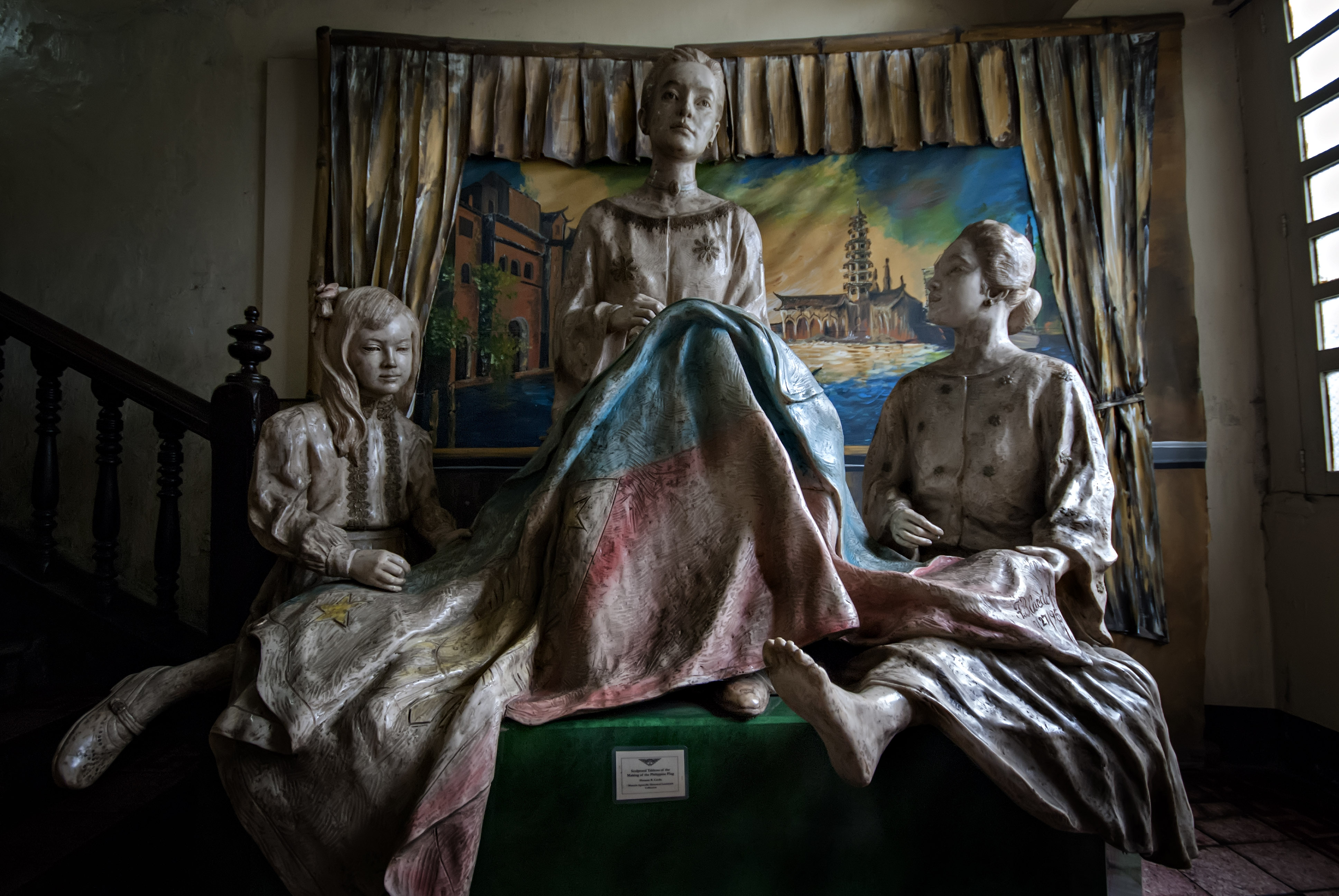
Sculpture de Marcela Agoncillo, sa fille Lorenza et Delfina Herbosa de Natividad en train de coudre le drapeau. Musée de la maison natale de Marcela Agoncillo.

Delfina Rizal Herbosa est née le 20 décembre 1879 à Calamba dans la province de Laguna, fille de Mariano Herbosa et Lucia Rizal, sœur de José Rizal. Elle avait des ascendances espagnole, chinoise et japonaise. Elle a rejoint le Katipunan à treize ans par désir de combattre les colons qui avaient refusé à son père des obsèques catholiques, probablement à cause de son lien avec José Rizal dont les écrits anticoloniaux avaient déplu.
Elle a épousé José Salvador, lui aussi membre du Katipunan et qui deviendra un général de la révolution philippine. Tous deux sont partis un temps en exil à Hong Kong durant la révolution où ils ont rencontré notamment Felipe et Marcela Agoncillo. C’est là qu’elle a cousu le premier drapeau philippin avec Marcela et sa fille Lorenza (alors âgée de sept ans) en 1898, à partir d’un motif dessiné par le meneur de la révolution en exil, Emilio Aguinaldo,,. Aguinaldo souhaitait en effet revenir aux Philippines avec un drapeau qui incarnerait le peuple philippin pour reprendre la révolution. Les trois femmes ont achevé leur tâche en seulement cinq jours, lors de longues sessions de couture, utilisant de la soie pour les bandes (rouge, blanche et bleue), ainsi que des broderies d’or pour les motifs (le soleil à huit rayons et les trois étoiles). Elles ont dû s’y prendre à plusieurs reprises pour ces détails, les rayons du soleil et les banches des étoiles n’étant pas bien alignés ou équidistants. Aguinaldo a arboré ce drapeau lors de la déclaration d’indépendance des Philippines.
José et Delfina ont eu une fille ensemble, Paz, qui est morte accidentellement à deux ans d’une chute d’une lampe à alcool. À cause de la douleur de cette perte, Delfina est morte jeune, en 1900 à l'âge de vingt ans.

## Dans la culture
Elle est interprétée par Jenny Javier dans le film El Presidente de 2012.

## Traduction